# Lăcustenii de Jos
Lăcustenii de Jos – wieś w Rumunii, w okręgu Vâlcea, w gminie Lăcusteni. W 2011 roku liczyła 120 mieszkańców.